# 里瓦-罗哈德图里亚
里瓦-罗哈德图里亚，是西班牙巴伦西亚自治区巴伦西亚省的一个市镇。总面积58平方公里，总人口14209人（2001年），人口密度245人/平方公里。